# Служба латинских писем
Служба латинских писем — отдел в Римской курии, в Государственном секретариате Святого Престола. Он хорошо известен среди современных латинистов как место, где пишутся или переводятся на латинский язык документы Римско-католической Церкви.

## История

### Секретариат бреве князьям и латинских писем
Секретариат бреве князьям и латинских писем, или коротко Секретариат Бреве, был одним из так называемых служб Римской Курии, которые были упразднены в XX столетии. Секретарь по латинскими письмам был прелатом или тайным камергером, в чьи обязанности входило писать письма менее торжественно, с которыми суверенный понтифик обращается к различным персонам.

### Куриальные реформы
В период куриальных реформ Папы Павла VI, ведомство когда-то известное как Секретариат бреве князьям и латинских писем было переименовано в более прозаичное, как департамент латинского языка первой секции государственного секретариата Святого Престола. Больше не возглавляется кардиналом, ведомство потеряло часть своего блеска, но оно остаётся реальным коммуникационным центром в Ватикане.

### Реджинальд Фостер
Реджинальд Фостер — американский католический священник и монах ордена босых кармелитов, родился в Милуоки, штат Висконсин, 14 ноября 1939 года. Отмечен, как латинский эксперт, он работал в отделе латинских писем Государственного секретариата в Ватикане. Отец Фостер стал одним из латинистов Папы в конце 1960-х годов, был папским латинистом с 1969 года по 2009 год.

### Современное папство
Сегодня, семь латинистов ведомства имеют постоянный поток работы, а иногда они отстают. Когда последняя энциклика Папы Бенедикта XVI «Caritas in Veritate», была опубликована в июле 2009 года, впервые в современной истории, был реализован не латинский текст. Латинская группа всё ещё работала над документом, и латинский вариант был опубликован только в конце августа — после того, как был послан DHL отцу Фостеру, лежащему в постели больного, для исправления.